# Кампхэнгпхет (провинция)
Провинция Кампхэнгпхет (Kamphaeng Phet, тайск. กำแพงเพชร — «алмазные стены») — одна из центральных провинций Королевства Таиланд, расположена примерно в 358 км от Бангкока.
Административным центром является город Кампхэнгпхет, который существовал уже в XIV веке в царстве Сукхотаи, но назывался Чаканграо. Кампхэнгпхет играл роль важного оборонительного центра королевства.

## Географическое положение
Провинция Кампхэнгпхет расположена в долине реки Пинг, и охватывает около 8 607,5 км². На западе находятся горы, покрытые лесами.

## Климат
Климат тропический, муссонный. Средняя температура составляет 27,1 °C.

## Административное деление
Территория провинции делится на 11 районов — ампхое:
1. Столичный район Кампхэнгпхе́т — Mueang Kamphaeng Phet (тайск. กำแพงเพชร)
2. Сайня́м — Sai Ngam (тайск. ไทรงาม)
3. Кхлонгла́н — Khlong Lan (тайск. คลองลาน)
4. Кха́ну-Воралаксабури́ — Khanu Woralaksaburi (тайск. ขาณุวรลักษบุรี)
5. Кхло́нг-Кхлю́нг — Khlong Khlung (тайск. คลองขลุง)
6. Пра́нкратаи — Phran Kratai (тайск. พรานกระต่าย)
7. Ланкрабы́ — Lan Krabue (тайск. ลานกระบือ)
8. Сайтхонгваттана́ — Sai Thong Watthana (тайск. ทรายทองวัฒนา)
9. Пангсила́-Тхо́нг — Pang Sila Thong (тайск. ปางศิลาทอง)
10. Бынг-Самакхи́ — Bueng Samakkhi (тайск. บึงสามัคคี)
11. Ко́сампи-Накхо́н — Kosamphi Nakhon (тайск. โกสัมพีนคร)

## Достопримечательности
В городе Кампхэнгпхет открыт Национальный музей, в котором можно изучить предметы искусства прошлых времён, скульптуры, статуи Будды и другие экспонаты, найденные во время археологических раскопок. Историческая часть города к востоку от реки Пинг находится под охраной ЮНЕСКО.
На западном берегу реки Пинг находится древний город Мыанг Накхон Чум. Вокруг Мыанг Накхон Чум сохранилась 2-метровая стена, а в самом городе — остатки древнего поселения Кампхэнг Пом Тхунг Сетхи Пхет. В центральной части города находится храм Ват Пхра Бором Тхат, выполненный в бирманском стиле. В городе есть несколько бронзовых статуй Будды.

## Парки
В западной части провинции, среди горных хребтов находится Национальный парк Кхлонг Лан (тайск. อุทยานแห่งชาติคลองลาน). Площадь парка составляет около 300 км². Большая территория парка покрыта труднопроходимыми джунглями, в некоторых местах бьют источники. Среди скал берёт своё начало 95-метровый водопад Кхлонг Лан.
На границе провинций Накхонсаван и Кампхэнгпхет находится Национальный парк Мэ Вонг (тайск. อุทยานแห่งชาติแม่วงก์), созданный в 1987 году с целью защиты джунглей. Площадь парка составляет около 894 км², в нём есть несколько пешеходных маршрутов, которые ведут к смотровым площадкам.
Если следовать по этим маршрутам, на пути встретятся многочисленные природные достопримечательности в виде водопадов, удивительных деревьев и потрясающих пейзажей.
В 43 километрах от административного центра провинции находится Национальный парк Кхлонг-Ванг-Тьао (тайск. อุทยานแห่งชาติคลองวังเจ้า). В парке естественно произрастают тиковые деревья, а также много красивых водопадов.

## Фестивали
В феврале проходит фестиваль Нган Ноп ПхраЛен Пхленг (тайск. งานนบพระเล่นเพลง). Традиции празднования существуют ещё со времён Сукхотая: проходят красочные парады, шествия, соревнования.
В сентябре проводится фестиваль Клуай Кхай (тайск. งานสารทไทยกล้วยไข่เมืองกำแพง), который посвящён главному плоду провинции — банану. Жители благодарят богов за урожай этого фрукта. Проводятся конкурсы по изготовлению блюд из банана, многочисленные спектакли и другие развлечения.